# آندي بيمبيلي
آندي بيمبيلي (من مواليد 4 يوليو 2000) هو لاعب كرة قدم فرنسي محترف يلعب كمهاجم لنادي كريتيل، على سبيل الإعارة من نادي باريس.

## حياته الشخصية
ولد بيمبيلي في فرنسا، وهو من أصل كونغولي.